# Ed de Goey
Eduard Franciscus „Ed“ de Goey (auch Ed de Goeĳ geschrieben) (* 20. Dezember 1966 in Gouda) ist ein ehemaliger niederländischer Fußballtorhüter.

## Spielerkarriere

### Im Verein
Ed de Goey begann seine Profikarriere 1985 bei Sparta Rotterdam, nach fünf Jahren folgte der Wechsel zum Lokalrivalen Feyenoord. Für Feyenoord war er weitere sieben Jahre lang aktiv und verpasste in dieser Zeit lediglich acht Partien. Mit der Mannschaft gewann er 1993 die niederländische Meisterschaft und insgesamt vier Mal den niederländischen Pokal, er selbst wurde 1994 als Fußballer des Jahres ausgezeichnet.
Im Alter von 30 Jahren wechselte er im Sommer 1997 für eine Ablöse von etwa vier Millionen Euro nach England zum aufstrebenden FC Chelsea, was ihn zu dieser Zeit zum teuersten Torhüter der Premier League machte. Während seinen ersten drei Spielzeiten bei Chelsea war er Stammtorwart und gewann mit der Mannschaft unter anderem 1998 den Europapokal der Pokalsieger und den UEFA Super Cup, sowie 2000 den englischen FA Cup. In der Saison 1999/00 gelangen ihm zwei neue Klubrekorde, meiste Einsätze in einer Saison (59) und wenigste Gegentore in einer Saison (27). Beide Rekorde wurden später von Frank Lampard bzw. Petr Čech überboten. Im Lauf der Saison 2000/01 verlor de Goey seinen Stammplatz an Carlo Cudicini und fungierte meist nur noch als zweiter Keeper, sodass er in seinen letzten drei Spielzeiten bei Chelsea insgesamt nur noch 25 Pflichtspiele bestritt. 2003 wechselte der Niederländer zum Zweitligisten Stoke City, für den er bis zu seinem Karriereende 2006 56 Ligaspiele bestritt.
Mit insgesamt 44 Einsätzen im Europapokal der Pokalsieger ist Ed de Goey Rekordspieler dieses Wettbewerbs. 28 davon bestritt er mit Feyenoord sowie 16 mit dem FC Chelsea.

### Nationalmannschaft
Zwischen 1986 und 1989 bestritt de Goey insgesamt 16 Länderspiele mit der niederländischen U21-Auswahl und nahm mit ihr an der U21-Europameisterschaft 1988 teil, bei der das Team im Halbfinale gegen Griechenland ausschied.
Im Dezember 1992 debütierte er bei einem WM-Qualifikationsspiel gegen die Türkei in der niederländischen A-Nationalmannschaft und konnte sich dort in der folgenden Zeit als Stammtorhüter durchsetzen. Er war die „Nummer 1“ der Niederlande bei der Weltmeisterschaft 1994, bei der man im Viertelfinale am späteren Weltmeister Brasilien scheiterte. Im Laufe des Jahres 1995 verlor de Goey seinen Stammstatus an Edwin van der Sar und fungierte in der Folge zumeist als zweiter Keeper hinter ihm. In dieser Rolle nahm er an der Europameisterschaft 1996 teil, ohne dort zum Einsatz zu kommen. Sein 31. und letztes Länderspiel bestritt de Goey im Juni 1998 gegen Paraguay. Jeweils ohne Einsatz gehörte er danach auch noch dem niederländischen Kader bei der Weltmeisterschaft 1998 und der Europameisterschaft 2000 an.

### Erfolge
Verein:
- Niederländischer Meister: 1992/93
- Niederländischer Pokalsieger (4×): 1990/91, 1991/92, 1993/94, 1994/95
- Niederländischer Supercupsieger: 1991
- Englischer Pokalsieger: 1999/2000
- Englischer Ligapokalsieger: 1997/98
- Englischer Superpokalsieger: 2000
- Europapokal der Pokalsieger: 1998
- UEFA Super Cupsieger: 1998

Nationalmannschaft:
- Teilnahme an einer Fußball-Weltmeisterschaft: 1994 (5 Einsätze), 1998 (kein Einsatz)
- Teilnahme an einer Fußball-Europameisterschaft: 1996 (kein Einsatz), 2000 (kein Einsatz)

Persönlich:
- Torwart des Jahres der Niederlande: 1993
- Fußballer des Jahres der Niederlande: 1994

## Trainerkarriere
Im Juli 2007 unterschrieb de Goey einen Vertrag als Torwarttrainer beim englischen Zweitligisten Queens Park Rangers, der jedoch nur bis Dezember jenes Jahres hielt. Im Sommer 2010 wurde er Torwarttrainer beim niederländischen Zweitligisten RKC Waalwijk unter Ruud Brood sowie ab 2012 auch unter dessen Nachfolger Erwin Koeman. Mit der Mannschaft stieg er 2011 in die Eredivisie auf; nach dem Abstieg der Mannschaft zurück in die zweite Liga verließ er 2014 den Verein. Anschließend wechselte er in den Amateurbereich und war dort in gleicher Position noch rund vier Jahre bei DHC Delft tätig. Seit 2018 ist er Torwarttrainer des Fünftligisten VOC Rotterdam.